# Кения на Олимпийских играх
Кения впервые приняла участие в летних Олимпийских играх в 1956 году в Мельбурне и с тех пор выступала на всех летних Олимпийских играх, кроме Игр в Монреале в 1976 году и Игр в Москве в 1980 году. На зимних Олимпийских играх кенийские спортсмены дебютировали в 1998 году в Нагано и участвовали в зимних Олимпиадах 2002, 2006 и 2018 годов.
За время выступления на Олимпийских играх кенийские спортсмены завоевали 124 олимпийские медали: 39 золотых, 44 серебряных и 41 бронзовую. Все медали были завоёваны на летних Олимпийских играх в соревнованиях по лёгкой атлетике и боксу. 
Единственная, кто выиграл более двух золотых наград, выступая за Кению, — бегунья Фейт Кипьегон.
Национальный олимпийский комитет Кении был образован в 1955 году.

## Медальный зачёт
| Игры                | Уч-ки                | Золото               | Серебро              | Бронза               | Всего                | Место                |
| ------------------- | -------------------- | -------------------- | -------------------- | -------------------- | -------------------- | -------------------- |
| 1956 Мельбурн       | 25                   | 0                    | 0                    | 0                    | 0                    | —                    |
| 1960 Рим            | 27                   | 0                    | 0                    | 0                    | 0                    | —                    |
| 1964 Токио          | 37                   | 0                    | 0                    | 1                    | 1                    | 35                   |
| 1968 Мехико         | 39                   | 3                    | 4                    | 2                    | 9                    | 14                   |
| 1972 Мюнхен         | 57                   | 2                    | 3                    | 4                    | 9                    | 19                   |
| 1976 Монреаль       | не принимала участие | не принимала участие | не принимала участие | не принимала участие | не принимала участие | не принимала участие |
| 1980 Москва         | не принимала участие | не принимала участие | не принимала участие | не принимала участие | не принимала участие | не принимала участие |
| 1984 Лос-Анджелес   | 61                   | 1                    | 0                    | 2                    | 3                    | 23                   |
| 1988 Сеул           | 74                   | 5                    | 2                    | 2                    | 9                    | 13                   |
| 1992 Барселона      | 49                   | 2                    | 4                    | 2                    | 8                    | 21                   |
| 1996 Атланта        | 52                   | 1                    | 4                    | 3                    | 8                    | 38                   |
| 2000 Сидней         | 56                   | 2                    | 3                    | 2                    | 7                    | 29                   |
| 2004 Афины          | 46                   | 1                    | 4                    | 2                    | 7                    | 41                   |
| 2008 Пекин          | 46                   | 6                    | 4                    | 6                    | 16                   | 13                   |
| 2012 Лондон         | 47                   | 2                    | 4                    | 7                    | 13                   | 30                   |
| 2016 Рио-де-Жанейро | 79                   | 6                    | 6                    | 1                    | 13                   | 15                   |
| 2020 Токио          | 85                   | 4                    | 4                    | 2                    | 10                   | 19                   |
| 2024 Париж          | 72                   | 4                    | 2                    | 5                    | 11                   | 17                   |
| 2028 Лос-Анджелес   | ?                    |                      |                      |                      |                      | ?                    |
| Всего               | Всего                | 39                   | 44                   | 41                   | 124                  |                      |

| Игры                | Уч-ки                | Золото               | Серебро              | Бронза               | Всего                | Место                |
| ------------------- | -------------------- | -------------------- | -------------------- | -------------------- | -------------------- | -------------------- |
| 2002 Солт-Лейк-Сити | 1                    | 0                    | 0                    | 0                    | 0                    | —                    |
| 2006 Турин          | 1                    | 0                    | 0                    | 0                    | 0                    | —                    |
| 2010 Ванкувер       | не принимала участие | не принимала участие | не принимала участие | не принимала участие | не принимала участие | не принимала участие |
| 2014 Сочи           | не принимала участие | не принимала участие | не принимала участие | не принимала участие | не принимала участие | не принимала участие |
| 2018 Пхёнчхан       | 1                    | 0                    | 0                    | 0                    | 0                    | —                    |
| 2022 Пекин          | не принимала участие | не принимала участие | не принимала участие | не принимала участие | не принимала участие | не принимала участие |
| Всего               | Всего                | 0                    | 0                    | 0                    | 0                    |                      |

### Медали по видам спорта
| Вид спорта      | Золото | Серебро | Бронза | Всего |
| --------------- | ------ | ------- | ------ | ----- |
| Лёгкая атлетика | 38     | 43      | 36     | 117   |
| Бокс            | 1      | 1       | 5      | 7     |
| Всего           | 39     | 44      | 41     | 124   |

## См.также
- Список знаменосцев Кении на Олимпийских играх
- Кения на Паралимпийских играх
- Кения на Сурдлимпийских играх
- Кения на Универсиадах
- Кения на юношеских Олимпийских играх
- Кения на Играх Содружества
- Кения на Африканских играх